# Тролейбус Нової Бухтарми
Тролейбус Нової Бухтарми — закрита у 1980 році тролейбусна система в місті Нова Бухтарма (Казахстан). Основним експлуатантом було підприємство «Усть-Каменогорський цементний завод».

## Історія
Тролейбусний рух по маршруту «Сонячне (селище Нової Бухтарми) — Цемзавод» здійснювалося з 1 січня 1975 по 1980 роки. Ідею тролейбусного руху у Новій-Бухтармі запропонував директор Усть-Каменогорського (нині — Бухтарминського) цементного заводу Косий Анатолій Григорович, заслужений винахідник Казахської СРСР. Дане рішення не було принципово про-тролейбусним, а було прийнято в результаті дефіциту автобусів. 
Проєкт тролейбусної лінії був розроблений Новосибірським відділенням НДІ «Гіпроцемент». Вихідний проєкт мав на увазі використання тролейбусами ділянки автошляху республіканського значення Усть-Каменогорськ — Зиряновськ довжиною 865 метрів (на 106-му км), перетин магістральної залізничної лінії Защита —- Зиряновськ (на 113-му км), перетин лінії зв'язку МПС і лінії ЛЕП, в'їзд на територію цементного заводу через КПП, перетин другої під'їзної залізничної лінії, і розворот біля гаражу перед будівлею заводоуправління. Проєкт також передбачав капітальний ремонт ділянки шосе, опцію розвороту тролейбусів за межами КПП, на повороті від шосе до Цемзаводу, на випадок заборони на перетин тролейбусної лінії залізничних колій. Терміном виконання робіт було встановлено — 1 липня 1974 року. 
У міру втілення проєкту, ДАІ не дало дозвіл на використання або перетин тролейбусами шосе з міркувань безпеки. У свою чергу, МПС не дозволило тролейбусам перетинати магістральну залізничну лінію під приводом негабариту  — дана залізнична лінія була стратегічною (здійснювала перевезення радянських ракет у разі війни). Більш того, територією заводу курсували великогабаритні самоскиди БелАЗ. В результаті, паралельно шосе був побудований спеціальний автошлях для тролейбусів довжиною 850 метрів, а тролейбусне кільце було обладнане за межами КПП, поруч з поворотом від шосе до цемзаводу, без перетину тролейбусом шосе і залізничної лінії, за 900 метрів від будівлі заводоуправління. Згідно початкового проєкту, планувалося встановити залізобетонні опори підтримки контактної мережі. Однак, у міру будівництва виявилися розрахункові проблеми з поставленими опорами, і частково були встановлені опори з металевих труб. 1 січня 1975 року розпочався тролейбусний рух від селища Жовтневий до Цементного заводу.
Будівельні роботи тривали з травня по листопад 1974 року. 28 грудня 1974 року лінія була прийнята до експлуатації. З 1 січня 1975 року розпочався тролейбусний рух.
Так як кінцева зупинка тролейбуса розташовувалася за 900 метрів від прохідної Цемзаводу, робітникам доводилося йти з підприємства до тролейбуса пішки в умовах суворого клімату, відразу після душу після закінчення зміни, у зв'язку з чим відбувся зріст лікарняних листів непрацездатності через простудні захворювання на підприємстві, Тому, у 1980 році, тролейбуси були замінені на автобуси. Автобуси підвозили робочих прямо до заводоуправління на територію підприємства.
Контактна мережа була розібрана у 1993 році, проте стовпи підтримки контактної мережі якийсь час залишалися стояти. Останні стовпи на заміській ділянці лінії були демонтовані у 2014 році, проте окремі стовпи можна знайти на території селища досі.

## Маршрут
В місті діяв лише один тролейбусний маршрут і призначалася для перевезення робочих змін від містечка Цементників до Цементного заводу, а не як лінійний маршрут. 
| Селище Сонячне | Цементний завод | 01.01.1975—1980 |

## Рухомий склад
На лінії використовувалися 4 тролейбуси моделі ЗіУ-682Б білого кольору з червоною «спідницею». Перед закриттям мережі, 2 машини були відправлені до міста Алмати. Решта 2 машини були законсервовані в гаражі транспортного цеху цементного заводу, і надалі здані на металобрухт. В останній раз тролейбуси були помічені в гаражі цементного заводу влітку 1995 року в цілісному вигляді.
| Статистика рухомого складу (1975—1980) | Статистика рухомого складу (1975—1980) | Статистика рухомого складу (1975—1980) | Статистика рухомого складу (1975—1980) |
| Тип моделі                             | Рік виготовлення                       | Кількість                              | Бортові номери                         |
| -------------------------------------- | -------------------------------------- | -------------------------------------- | -------------------------------------- |
| ЗіУ-682Б                               | 1973                                   | 4                                      | 130—134                                |

Єдина одноагрегатная тягова підстанція була побудована на вершині гірського перевалу, в точці максимальної потреби в напрузі. Підстанція була розрахована на можливість руху двох тролейбусів поспіль без істотного падіння напруги. Депо не було. Тролейбуси ночували на кінцевій станції, а обслуговувалися в гаражі транспортного цеху цемзаводу.